# Trémonzey
Trémonzey é uma comuna francesa na região administrativa de Grande Leste, no departamento de Vosges. Estende-se por uma área de 9,07 km². Em 2010 a comuna tinha 259 habitantes (densidade: 28,6 hab./km²).